# 第389步兵師 (德國國防軍)
第389步兵師（德語：389. Infanterie-Division）是納粹德國國防軍陸軍的一個步兵師。該師於1942年3月組建。

## 战史

### 斯大林格勒
該師組建後，於1942年5月調往東線，归入此後一直在當地作戰。該師於1942年底参与斯大林格勒战役。它在1942年10月14日对斯大林格勒拖拉机厂的战役中首当其冲，因此遭受了重大损失。几天之内，该师遭受了无法弥补的毁灭性损失。1943年2月2日，该师在斯大林格勒包围圈中被围歼。
1943年9月重建为整编师，重建後繼續在東線作戰。1943年底第389步兵師在第聂伯地区进行了代价高昂的防御战。

### 切尔卡瑟
1944年1月25日第389步兵師发现自己处于关键境地，当时该师处于第72师以南的前线。在这里它遭到了乌克兰第2方面军的大规模攻击。第57步兵师与党卫军第5师一起驻扎在位于斯米拉附近佳斯明河的荒原，佳斯明沼泽之上。它们被被调来支援第389步兵师。然而它们来得太晚了，此时第389步兵師已被摧毁殆尽。由于乌克兰第2方面军随后转向北上，这4个师（389、72、57、SS第5）与第3装甲师等更南边作战的部队分离，并被推入切尔卡瑟包围圈。

### 库尔兰和普鲁士
切尔卡瑟战役后，该师不得不将装备移交给第57步兵师，随后于1944年3月和米洛维茨影子师进行更新和重组。1945年，该师被部署到拉脱维亚的北方集团军群，在那里参加了库尔兰战役直到1945年2月。随后它穿过波罗的海到达西普鲁士，并与第2集团军/东普鲁士集团军一起部署在那里，該師最後於1945年5月在普鲁士的海爾半島向苏联红军投降。

## 师长
| 任期                                               | 军衔 | 姓名               |
| -------------------------------------------------- | ---- | ------------------ |
| 1942年2月1日-11月1日                               | 中将 | 埃爾溫·耶內克      |
| 1942年11月1日-1943年1月31日（1943年1月19日起患病） | 少将 | 艾里希·馬格努斯    |
| 1943年1月19日-2月2日                               | 少将 | 马丁·拉特曼        |
| 1943年4月1日-11月11日                              | 少将 | 欧文·格拉赫        |
| 1943年11月12日-1944年3月15日                       | 少将 | 库尔特·克鲁斯      |
| 1944年3月16日-4月1日                               | 少将 | 保罗·赫伯特·福斯特 |
| 1944年4月1日-9月30日                               | 中将 | 沃尔特·哈姆        |
| 1944年9月30日-1945年3月25日                        | 中将 | 弗里茨·贝克尔      |

## 外部來源
- Mitcham, Samuel W. . Stackpole Books. 2007. ISBN 9780811734165.